# Górowo Iławeckie (gemeente)

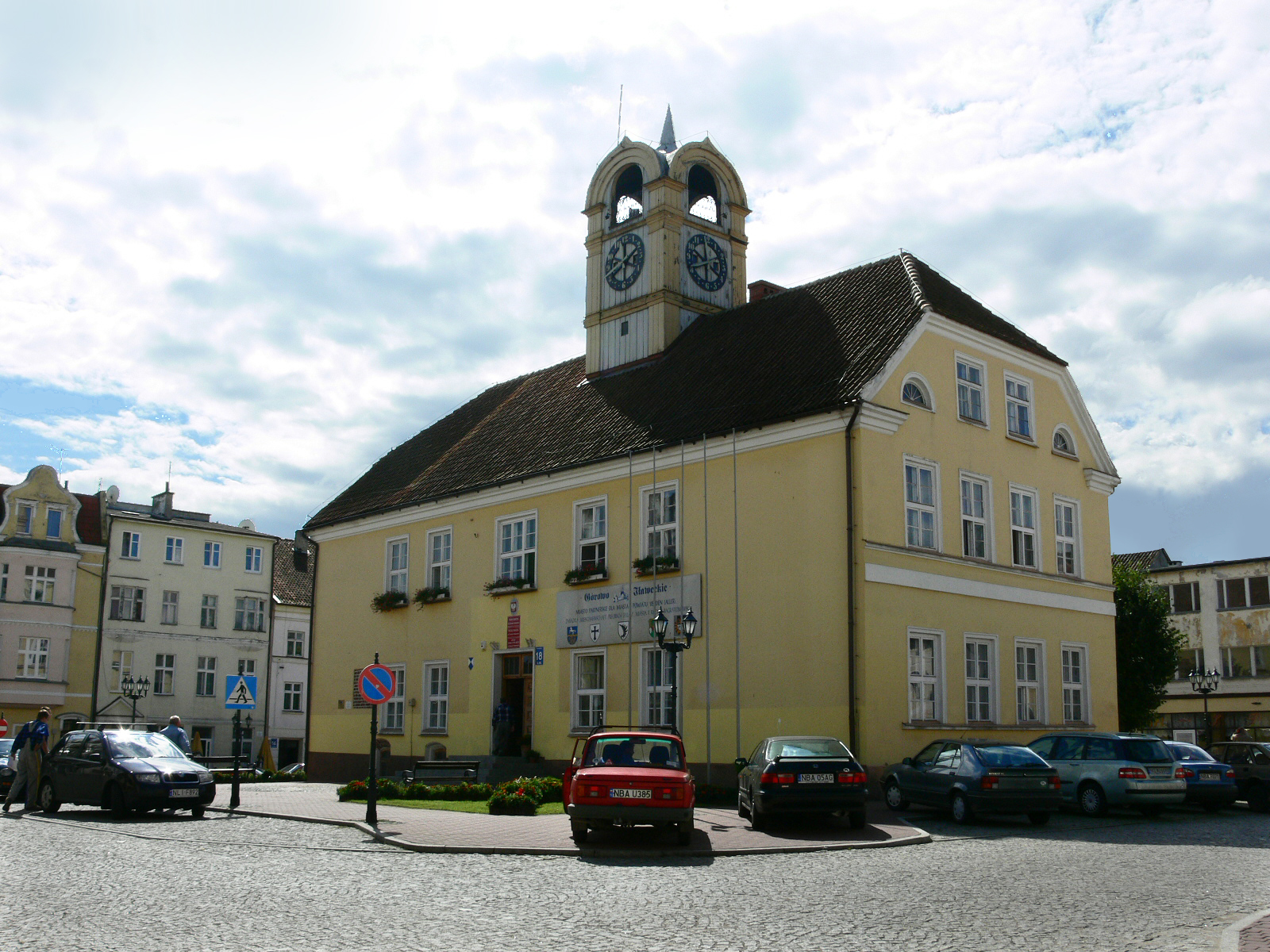
Raadhuis

De gemeente Górowo Iławeckie is een landgemeente in het Poolse woiwodschap Ermland-Mazurië, in powiat Bartoszycki.
De zetel van de gemeente is in Górowo Iławeckie.
Op 30 juni 2004 telde de gemeente 7375 inwoners.

## Oppervlakte gegevens
In 2002 bedroeg de totale oppervlakte van gemeente Górowo Iławeckie 416,27 km², waarvan:
- agrarisch gebied: 61%
- bossen: 28%

De gemeente beslaat 31,81% van de totale oppervlakte van de powiat.

## Demografie
Stand op 30 juni 2004:
| Omschrijving                   | Totaal | Totaal | Vrouwen | Vrouwen | Mannen | Mannen |
| ------------------------------ | ------ | ------ | ------- | ------- | ------ | ------ |
| eenheid                        | aantal | %      | aantal  | %       | aantal | %      |
| inwoners                       | 7980   | 100    | 3703    | 50,2    | 3672   | 49,8   |
| bevolkingsdichtheid (inw./km²) | 19,7   | 19,7   | 8,9     | 8,9     | 8,8    | 8,8    |

In 2002 bedroeg het gemiddelde inkomen per inwoner 1335,81 zł.

## Administratieve plaatsen (sołectwo)
Augamy, Bądze, Bukowiec, Czyprki, Dęby, Dobrzynka, Dwórzno, Dzikowo Iławeckie, Gałajny, Glądy, Grotowo, Janikowo, Kamińsk, Kandyty, Kiwajny, Krasnołąka, Kumkiejmy, Lipniki, Pareżki, Paustry, Piasek, Piasty Wielkie, Pieszkowo, Sągnity, Skarbiec, Sołtysowizna, Stega Mała, Toprzyny, Wągniki, Wiewiórki, Wojmiany, Wokiele, Woryny, Zielenica, Zięby, Żywkowo.

## Overige plaatsen
Kanie Iławeckie, Piaseczno, Powiersze, Włodkowo, Sędziwojewo, Malinowo, Warszkajty, Nowa Wieś Iławecka, Żołędnik, Galiny, Robity, Sigajny, Dulsin, Stabławki, Orsy, Bądle, Nowa Karczma, Pudlikajmy, Nerwiki, Lisiak, Worszyny, Wormie, Gniewkowo, Paprocina, Wągródka, Worławki, Deksyty, Weskajmy, Kumkiejmy Przednie, Gruszyny, Reszkowo, Grądzik.

## Aangrenzende gemeenten
Bartoszyce, Lelkowo, Lidzbark Warmiński, Pieniężno. De gemeente grenst aan Rusland.